# 오르페오와 에우리디체

오르페오와 에우리디체(이탈리아어: Orfeo ed Euridice, 프랑스어: Orphée et Eurydice)는 크리스토프 빌리발트 글루크가 작곡한 3막의 오페라이다. 대본은 라니에리 데 칼자비지가 작성하였다. 이 작품은 오페라 역사상 가장 중요한 작품 중 하나로 손꼽힌다. 초연은 1762년 10월 5일, 프란시스 1세의 탄생 축연일에, 오스트리아 빈의 브르크 극장에서 막이 올려졌다. 이 작품은 빈 판본과 파리 판본, 베를리오즈 판본 등 3개의 판본이 있다. 본 문서의 제목은 이탈리아의 오페라이기 때문에 이탈리아 발음에 따라 에우리디케가 아닌 오르페오와 에우리디체라고 표기하나, 등장인물들의 원래 이름인 오르페우스와 에우리디케로 불리기도 한다.

## 등장인물
- 주요 인물

오르페오(오르페우스) - (카스트라토)
에우리디케 - (소프라노)
아모레(큐피드), 사랑의 신 - (소프라노)
행복한 그림자 - (소프라노)
양치기들, 복수의 세 여인, 악령들, 망령들

## 줄거리
아내를 막 잃은 오르페오가 비탄에 빠져 노래하자, 이를 본 사랑의 신 아모르(에로스)는 노래의 마력으로 지하세계의 지배자(플루토)를 감동시켜 에우리디체를 다시 살려 데려올 수 있다고 일러준다. 단, 어떤 일이 있더라도 지상으로 돌아오기 전까지는 그녀의 얼굴을 돌아보면 안된다는 조건이 있었다. 이에 오르페오는 하계로 내려가기 위하여 지옥의 문을 지키는 복수의 여신 퓨리스(세자매)를 만난다. 그러나 이들은 오르페오가 부르는 감미로운 노래에 깊은 잠이 들고, 지옥의 문을 무사히 통과하여 지하세계의 왕 플루토에게 아내를 데리고 나가는 허락을 받고 에우리디케를 인도하여 지상으로 나아가다. 그러나 뒤따라오는 에우리디케가 자신을 돌아보지 않은 오르페오의 변심을 의심하여 계속 여러 가지 질문을 하자, 오르페오는 이를 참지 못하고 뒤돌아 본다. 이에 에우리디체는 다시 죽게 된다. 이에 비통한 오르페오는 자살을 시도하지만, 그를 가엾게 여기는 사랑의 신이 그를 위로하며, 에우리디체를 다시 살린다. 이에 부부가 환희에 넘쳐, 사랑의 신을 찬미하는 노래를 부르며 마친다.